# Gródczanki
Gródczanki (cz. Hradčánky, niem. Ratsch, pol. po wojnie przejściowo Hradczanki) – wieś w Polsce położona w województwie śląskim, w powiecie raciborskim, w gminie Pietrowice Wielkie, na granicy polsko-czeskiej.

## Nazwa
W alfabetycznym spisie miejscowości na terenie Śląska wydanym w 1830 roku we Wrocławiu przez Johanna Knie wieś występuje pod polską nazwą Raczanki oraz niemiecką nazwą Ratsch.

## Historia
Pierwsze pisemne wzmianki znaleźć można w dokumencie z 1377, kiedy to podzielono księstwo raciborsko-opawskie pomiędzy synów Mikołaja II, w czeskojęzycznej postaci Hradczany. Historycznie miejscowość leży na tzw. polskich Morawach, czyli na obszarze dawnej diecezji ołomunieckiej a jej mieszkańców posługujących się dawniej gwarami laskimi nazywano Morawcami, przy czym na początku XX wieku była to już miejscowość w większości niemieckojęzyczna, w wysuniętym tutaj od strony Kietrza cyplu zwartego osadnictwa niemieckiego. Po I wojnie światowej została niemiecką miejscowością graniczną po tym, jak położony na południu tzw. kraik hulczyński przyłączono do Czechosłowacji. W granicach Polski od końca II wojny światowej.